# Франц Йозеф I фон Ламберг
Франц Йозеф I фон Ламберг (на немски: Franz Joseph I von Lamberg) е имперски граф, по-късно княз на Ламберг и хауптман на Ерцхерцогство Австрия об дер Енс, ландграф на Лойхтенберг, наследствен трухсес в Залцбург от 23 януари 1685 г.

## Биография
Роден е на 28 октомври 1637 година във Виена, Хабсбургска монархия. Той произлиза от благородническата фамилия Ламберг от Каринтия и Крайна, която има собствености в Горна Австрия (Щирия). Той е най-големият син на Йохан Максимилиан фон Ламберг (1608 – 1682), от 1636 г. имперски граф, и съпругата му графиня Юдит Ребека Елеонора фон Врбна и Фройдентал (1612 – 1690). По-малкият му брат Йохан Филип фон Ламберг (1651 – 1712) е княжески епископ на Пасау и кардинал.
Понеже баща му Йохан Максимилиан известно време е възпитател на по-късния император Леополд I, той е възпитаван заедно с него и остава цял живот негов приятел.
След завръщането на баща му от Испания Франц Йозеф става през 1662 г. императорски кемерер и от 1664 г. имперски дворцов съветник. Като такъв баща му, който ръководи връзките на Виенския двор с Испания, често го изпраща на дипломатически мисии из Европа. През 1666 г. той придружава от границата с Венеция до Виена годеницата на Леополд I, Маргарита Тереза Испанска. Той има обаче малко влияние в политиката на Виена. През 1686 г. императорът го номинира на таен съветник и хауптман в Австрия об дер Енс (Горна Австрия). През 1694 г. Франц Йозеф получава ордена на Златното руно от император Леополд I. През 1705 г. той е държавен и конференц-съветник.
Франц Йозеф I фон Ламберг получава титлата ландграф фон Лойхтенберг, след най-големия му син Леополд Матиас Сигизмунд фон Ламберг († 1711), но малко по-късно умира на 75-годишна възраст в Щайр (2 ноември 1712) Ландграфството е дадено през 1712/1714 г. обратно на баварския курфюрст Максимилиан I Емануел.

## Фамилия
Франц Йозеф I фон Ламберг се жени в „Св. Вит“ в Прага за имперската графиня Анна Мария фон и цу Траутмансдорф (* 1642; † 21 април 1727), дъщеря на граф Адам Матиас фон Траутмансдорф-Вайнсберг († 1684), кралски щатхалтер на Бохемия, и първата му съпруга Ева Йохана фон Щернберг († 1674). Те имат 24 деца, от които само половината порастват:
- Леополд Матиас Сигизмунд фон Ламберг (* 20 февруари 1667 във Виена; † 10 март 1711 във Виена), граф, от 1 ноември 1707 г. княз на Ламберг, женен на 21 май 1691 г. за графиня Клаудия цу Кюнигл фрайин цу Еренбург и Варт (* 1669/70; † 6 декември 1710 във Виена)
- Каролина Антония (* 5 февруари 1669; † 6 април 1733), женен 1686 г. за граф Либгот фон Куефщайн (* 1662; † 7 юли 1710, Пасау)
- Франциска Терезия (* 1 януари 1670; † 13 октомври 1742), омъжена на 5 май 1691 г. за граф Франц Сигмунд фон Ламберг-Отенщайн (* 28 януари/септември 1663; † 18 април 1713)
- Мария Максимилиана Михаела Франциска (* 28 септември 1671; † 6 май 1718), омъжена на 14 февруари 1692 г. за граф Йохан Еренрайх фон и цу Шпринценщайн (* 25 август 1667; † 18 май 1729, Брук при Ефердинг)
- Йохан Адам (* 7 март 1677; † 16 януари 1708), женен на 23 септември 1702 г. за принцеса Антония Мари фон и цу Лихтенщайн (* 12 януари 1683; † 19 декември 1715)
- Франц Антон фон Ламберг (* 30 септември 1678; † 23 август 1759, Виена), 3. княз на Ламберг, приор в Матзе (1692 – 96), канон в Пасау 11 октомври 1695 (отказва се 1698), женен I. на 16/19 февруари 1713 г. в „Св. Стефан“, Виена за графиня Лудовика фон Хоенцолерн-Хехинген (* 7 януари 1690; † 21 октомври 1720), II. на 13 февруари 1721 г. за графиня Мария Алойзия фон Харах-Рохрау-Танхаузен (* 13 януари 1702; † 16 май 1775), III. на 23 ноември 1727 г. в Торино за Мария Виоланта Туринети (* 8 септември 1689, Торино; † ?)
- Йозеф Доминик Франц Балтазар (* 8 юли 1680; † 30 август 1761), княжески епископ на Пасау (1723 – 1729), кардинал от 1738 г.
- Мария Йозефа Антония Кайетана (* 2 юли 1683; † юли 1758), омъжена март 1701 г. за граф Кристоф Дитмар фон Шаленберг (* 1646; † 6 февруари 1708)
- Йохан Филип фон Ламберг-Китцбюхел (* 9 септември 1684; † 8 ноември 1735), женен на 3 август 1707 г. за графиня Мария Йозефа фон Монфорт (* 10 януари 1685; † 1 април 1708)
- Йохан Фердинанд фон Ламберг-Китцбюхел (* 11 януари 1689; † 16 октомври 1764), канон в Пасау и Регенсбург 30 декември 1701 (отказва се 1709), офицер и императорски дворцов и камер-музик-директор, женен сл. 1712 г. за графиня Мария Франциска Констанция фон Гилайз (* 8 септември 1691; † 6 януари 1760)
- Мария Алойзия Антония Бонавентура (* 4 юли 1690; † 14 април 1764), омъжена I. 1708 г. за граф Леополд Ханибал фон Енкевойрт († 14 април 1717), II. на 5 април 1718 г. за граф Карл Йозеф фон Рапах (* 1688; † сл. 1725)
- Франц Алойз фон Ламберг (* 25 юни 1692; † 1 октомври 1732), вай-епископ на Пасау (1725)
- други 12 деца